# Сверчки (птицы)
Сверчки (лат. Locustella) — род насекомоядных птиц из семейства сверчковых (Locustellidae).

## Внешний вид и строение
Щетинки у основания клюва едва развиты или отсутствуют, а из маховых перьев самые длинные — 2-е и 3-е. Хвост широкий закругленный или притупленный. Клюв довольно широкий, к концу шиловидный. Сверчки очень подвижные, обыкновенно крайне осторожные птицы, искусно прячущиеся при первой опасности в траве, зарослях кустов или в камышах.

## Поведение и образ жизни
Летают неохотно и плохо, но отлично бегают в густой траве, как мыши, и проворно лазят по тонким ветвям кустов и стеблям растений. Обыкновенно держатся во влажных местах с высокой травой и с зарослями ивовых кустов; некоторые виды живут исключительно в камышах, другие также охотно селятся и в совершенно сухих местностях.

## Размножение
Гнезда вьют частью прямо на земле, частью между стеблями травы или камышей из стеблей и листьев травянистых растений, причём выстилкой большей частью служит мох. Полная кладка состоит в большинстве случаев из 5 яиц.

## Вокализация
Оригинальное однообразное тихое пение самца походит то на шелест и шуршание листьев, то на стрекотание кузнечиков, то на булькание пузырей, поднимающихся из воды. Некоторые виды поют преимущественно ночью.

## Питание
Питаются насекомыми.

## Классификация
Международный союз орнитологов относит к роду 23 вида:
- Locustella accentor (Sharpe, 1888) [syn. Bradypterus accentor] — Кинабальская пестрогрудка[3]
- Locustella alfredi (Hartlaub, 1890) [syn. Bradypterus alfredi] — Бамбуковая пестрогрудка[3]
- Locustella alishanensis (Rasmussen, Round, Dickinson & Rozendaal, 2000)
- Locustella castanea (Büttikofer, 1893) [syn. Bradypterus castaneus] — Молуккская пестрогрудка[3]
- Locustella caudata (Ogilvie-Grant, 1895) [syn. Bradypterus caudatus] — Длиннохвостая пестрогрудка[3]
- Locustella chengi Alström et al., 2015
- Locustella davidi (La Touche, 1923) — Малая пестрогрудка
- Locustella disturbans (Hartert, EJO, 1900)
- Locustella fluviatilis (Wolf, 1810) — Речной сверчок
- Locustella idonea (Riley, 1940)
- Locustella kashmirensis (Sushkin, 1925)
- Locustella lanceolata (Temminck, 1840) — Пятнистый сверчок
- Locustella luscinioides (Savi, 1824) — Соловьиный сверчок
- Locustella luteoventris (Hodgson, 1845) [syn. Bradypterus luteoventris] — Бурая пестрогрудка[3]
- Locustella major (W. E. Brooks, 1871) [syn. Bradypterus major] — Длинноклювая пестрогрудка, или длинноклювая камышовка[3]
- Locustella mandelli (W. E. Brooks, 1875)
- Locustella montis (Hartert, 1896)
- Locustella musculus (Stresemann, 1914)
- Locustella naevia (Boddaert, 1783) — Обыкновенный сверчок
- Locustella portenta Rheindt, Prawiradilaga, Ashari, Suparno & Gwee, 2020
- Locustella seebohmi (Ogilvie-Grant, 1895) [syn. Bradypterus seebohmi] — Горная пестрогрудка
- Locustella tacsanowskia Swinhoe, 1871 — Сибирская пестрогрудка, или камышовка Тачановского
- Locustella thoracica (Blyth, 1845) [syn. Bradypterus thoracicus]

В 2018 году в результате филогенетических исследований 6 видов выделили в род Helopsaltes Alström et al., 2018:
- Helopsaltes amnicola (Stepanyan, 1972) [syn. Locustella amnicola] — Сахалинский сверчок[1]
- Helopsaltes certhiola (Pallas, 1811) [syn. Locustella certhiola] — Певчий сверчок
- Helopsaltes fasciolatus (G. R. Gray, 1861) [syn. Locustella fasciolata] — Таёжный сверчок
- Helopsaltes ochotensis (Middendorff, 1853) [syn. Locustella ochotensis] — Охотский сверчок
- Helopsaltes pleskei (Taczanowski, 1890) [syn. Locustella pleskei] — Островной сверчок[5]
- Helopsaltes pryeri (Seebohm, 1884) [syn. Locustella pryeri] — Японский сверчок, или японская камышовка, или японская длиннохвостая камышовка